# Экономичено
Экономичено — Свердловском районе Орловской области. Входит в состав Красноармейского сельского поселения. Население — 8 чел. (2010).

## География
деревня находится по обоим берегам р. Масловка. Уличная сеть представлена одним объектом: ул. Зелёная.
В 6-8 км от деревни проходят административные границы Свердловского района с соседними: Малоархангельским, Глазуновским, Покровский районами.
Географическое положение
Расстояние до
районного центра посёлка городского типа Змиёвка: 19 км.
областного центра города Орёл: 58 км.
Ближайшие населённые пункты
Поздеево 6 км, Алексеевка 6 км, Куракинский 6 км, Березовка 6 км, Миловка 6 км, Алексеевка 7 км, Никольское 7 км, Ясная Поляна 7 км, Каменка 8 км,Богородицкое 8 км, Кубань 8 км, Александровка 8 км, Верхняя Гнилуша 8 км

## Население
| 2010 |
| ---- |
| 8    |